# Opera (browser)
 For alternative betydninger, se Opera (flertydig). (Se også artikler, som begynder med Opera)
Opera er en webbrowser, udviklet af det norske firma Opera Software til mange platforme (f.eks Windows, Mac og Linux) samt til diverse apparater (mobiltelefoner, tv-bokse mv.). Browseren blev oprindelig udviklet – i 1994 – til det norske telefonselskab Telenors intranet, og med Telenors tilladelse stiftede udviklerne, Jon Stephenson von Tetzchner og Geir Ivarsoey, året efter deres eget firma, hvor de kunne fortsætte med udviklingen.
Fra starten blev der i Opera (på det tidspunkt ukendt som MultiTorg Opera) eksperimenteret med MDI (Multi Document Interface, dvs. flere dokumenter åbnet samtidig i det samme browservindue, forløberen for fanebladsbrugerfladen) og anvendelse af sidepaneler i brugerfladen.
Opera er designet med høj indlæsningshastighed af websider og lavt forbrug af systemressourcer for øje. Den optager f.eks. kun lidt over 6,5 MB på harddisken (version 7.54, efteråret 2004) og det inklusive klient for Email, nyhedsgrupper, IRC-chat, RSS og BitTorrent. Browseren kan betjenes via genvejstaster, de såkaldte mouse gestures (bevægelser med musen) og ved stemmestyring.
Nogle af Operas forskellige indbyggede funktioner er f.eks stopper af pop op-vinduer, zoom af hele websider, intern søgning på f.eks Google, download-administrator, gemme hele sæt af sider og åbne disse igen, genåbning af lukkede vinduer, automatisk breddetilpasning af vinduer osv.
Blandt Operas innovationer på browser-fronten kan nævnes sessioner (1996), fuldsidezoom (1996), bogmærkekaldenavne (1998), pop-op-blokering (2000), sidetilpasning til vinduesbredden (2005), kvikknapper (2007) og proxykomprimering af websiderne (2009).
Frem til version 4.x var Operas desktop-versioner shareware. I version 5 blev der indført reklamefinansiering i form af et reklamebanner øverst i brugergrænsefladen. Dette betød, man gratis kunne anvende Opera med reklamebanneret eller kunne betale sig fra at se det. Fra version 8.50 er Operas desktop-versioner blevet helt gratis at anvende, idet reklamerne fuldstændig er blevet fjernet fra brugergrænsefladen.
Opera findes oversat til et væld af sprog, inklusiv dansk.